# Tiya (ville)
Pour les articles ayant des titres homophones, voir TIA et Tia.
Tiya est une ville d'Éthiopie autrefois située dans la région des nations, nationalités et peuples du Sud et désormais dans la région Éthiopie du Centre.

## Description
En 2007, Tiya comptait 1 937 habitants (906 hommes et 1 031 femmes).
À proximité de la ville de Tiya se trouve un important site archéologique, composé de 36 stèles dressées, inscrit depuis 1980 au patrimoine mondial par l'UNESCO.